# Группа Гейзенберга

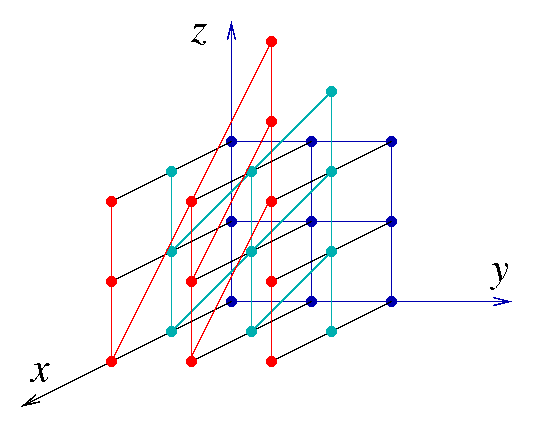
Кусок графа Кэли дискретной группы Гейзенберга.

Группа Гейзенберга — группа, состоящая из квадратных матриц вида
{\displaystyle {\begin{pmatrix}1&a&c\\0&1&b\\0&0&1\\\end{pmatrix}},}
где элементы a, b, c принадлежат какому-либо коммутативному кольцу с единицей.
В качестве такого кольца R чаще всего берется:
- кольцо вещественных чисел {\displaystyle R=\mathbb {R} } — так называемая непрерывная группа Гейзенберга, обозначается {\displaystyle H_{3}(\mathbb {R} )}, или
- кольцо целых чисел {\displaystyle R=\mathbb {Z} } — так называемая  дискретная группа Гейзенберга, обозначается {\displaystyle H_{3}(\mathbb {Z} )}, или
- кольцо вычетов {\displaystyle R=\mathbb {Z} _{p}} с простым числом p — группа обозначается {\displaystyle H_{3}(\mathbb {Z} _{p})}.

Названа в честь Вернера Гейзенберга, который использовал эту группу в квантовой механике: непрерывная группа Гейзенберга используется для описания одномерных квантово-механических систем.

## Алгебра Гейзенберга
Алгебра Ли {\displaystyle {\mathfrak {h}}} группы Гейзенберга {\displaystyle H} (над полем вещественных чисел) известна как алгебра Гейзенберга.  
Она может быть реализована в пространстве матриц 3×3 вида 
{\displaystyle {\begin{pmatrix}0&a&c\\0&0&b\\0&0&0\\\end{pmatrix}},}
где {\displaystyle a,b,c\in \mathbb {R} }. 
Следующие три матрицы образуют базис для {\displaystyle {\mathfrak {h}}},
{\displaystyle X={\begin{pmatrix}0&1&0\\0&0&0\\0&0&0\\\end{pmatrix}};\quad Y={\begin{pmatrix}0&0&0\\0&0&1\\0&0&0\\\end{pmatrix}};\quad Z={\begin{pmatrix}0&0&1\\0&0&0\\0&0&0\\\end{pmatrix}}.}
И удовлетворяют следующим коммутационным соотношениям:
{\displaystyle [X,Y]=Z;\quad [X,Z]=0;\quad [Y,Z]=0}.
Название "Группа Гейзенберга"  мотивируется тем, что соотношения имеют ту же форму, что и каноническое коммутационное соотношение в квантовой механике ,
{\displaystyle \left[{\hat {x}},{\hat {p}}\right]=i\hbar I;\quad \left[{\hat {x}},i\hbar I\right]=0;\quad \left[{\hat {p}},i\hbar I\right]=0,}
где {\displaystyle {\hat {x}}} — оператор координаты, {\displaystyle {\hat {p}}} — оператор импульса, и {\displaystyle \hbar } — постоянная Планка.

## Вариации и обобщения
Группа Гейзенберга обобщается на любое число измерений. Именно, группа Гейзенберга {\displaystyle H_{n+2},\ n\geq 1,}
состоит из квадратных матриц порядка n+2:
{\displaystyle {\begin{pmatrix}1&a_{1}&a_{2}&\dots &a_{n}&c\\0&1&0&\dots &0&b_{1}\\0&0&\ddots &\ddots &\vdots &b_{2}\\\vdots &\vdots &\ddots &\ddots &0&\vdots \\0&0&\dots &0&1&b_{n}\\0&0&\dots &\dots &0&1\\\end{pmatrix}},}
элементы {\displaystyle a_{i},b_{i},c} принадлежат какому-либо коммутативному кольцу с единицей.
Непрерывная группа Гейзенберга {\displaystyle H_{n+2}(\mathbb {R} )} представляет собой связную, односвязную группу Ли (с топологией, порожденной стандартной топологией {\displaystyle \mathbb {R} }), алгебра Ли которой (размерности 2n+1) состоит из матриц вида
{\displaystyle {\begin{pmatrix}0&a_{1}&a_{2}&\dots &a_{n}&c\\0&0&0&\dots &0&b_{1}\\0&0&\ddots &\ddots &\vdots &b_{2}\\\vdots &\vdots &\ddots &\ddots &0&\vdots \\0&0&\dots &0&0&b_{n}\\0&0&\dots &\dots &0&0\\\end{pmatrix}}.}